# 什羅卡多利納 (大巴加奇卡區)
49°51′14″N 33°37′47″E / 49.85389°N 33.62972°E
希羅卡多利納（羅馬化：Shyroka Dolyna）是烏克蘭中部的村莊，隸屬波爾塔瓦州的米爾霍羅德區。該村距離貝赫泰爾希納1公里，面積1.69平方公里，2001年人口453。